# Alfred Donath
Alfred Donath (* 23. Mai 1932 in Basel; † 28. Juni 2010 in Genf) war ein aus einer Rabbinerfamilie stammender, in Yverdon aufgewachsener Schweizer Kinderarzt und Nuklearmediziner. Von 2000 bis 2008 war er Präsident des Schweizerischen Israelitischen Gemeindebunds. In den Jahren 2007 und 2008 war er Vizepräsident des EJC.
Von 1971 bis zu seiner Pensionierung 1997 leitete er verschiedene Abteilungen der Genfer Universitätsklinik.
Während seiner Amtszeit als Präsident des Schweizerischen Israelitischen Gemeindebunds versuchte er – unterstützt auch durch Bundesrat Pascal Couchepin –, das Schächtverbot in der Schweiz aufheben zu lassen, nahm von diesen Plänen aber Abstand, als Anzeichen für einen hierdurch sich verstärkenden Antisemitismus sichtbar wurden.
Er war auch massgeblich an der Aufdeckung der von Israel Singer begangenen Veruntreuung von Geldern des Jüdischen Weltkongresses beteiligt.
Alfred Donath war verheiratet, aus der Ehe gingen fünf Kinder hervor. Beigesetzt wurde er auf dem jüdischen Friedhof von Veyrier bei Genf.